# Заградци (Нетретић)
Заградци су насељено место у саставу општине Нетретић у Карловачкој жупанији, Република Хрватска.

## Историја
До територијалне реорганизације у Хрватској налазили су се у саставу старе општине Дуга Реса.

## Становништво
На попису становништва 2011. године, Заградци су имали 265 становника.

## Попис1991.
На попису становништва 1991. године, насељено место Заградци је имало 385 становника, следећег националног састава:
| Попис 1991.‍ | Попис 1991.‍ | Попис 1991.‍ | Попис 1991.‍ | Попис 1991.‍ |
| ----------- | ----------- | ----------- | ----------- | ----------- |
|             |             |             |             |             |
| Хрвати      | Хрвати      |             | 373         | 96,88%      |
| Срби        | Срби        |             | 3           | 0,77%       |
| остали      | остали      |             | 7           | 1,81%       |
| непознато   | непознато   |             | 2           | 0,51%       |
| укупно: 385 |             |             |             |             |